# Bunaea tricolor
Bunaea tricolor är en fjärilsart som beskrevs av Rothschild 1895. Bunaea tricolor ingår i släktet Bunaea och familjen påfågelsspinnare. Inga underarter finns listade i Catalogue of Life.

## Bildgalleri

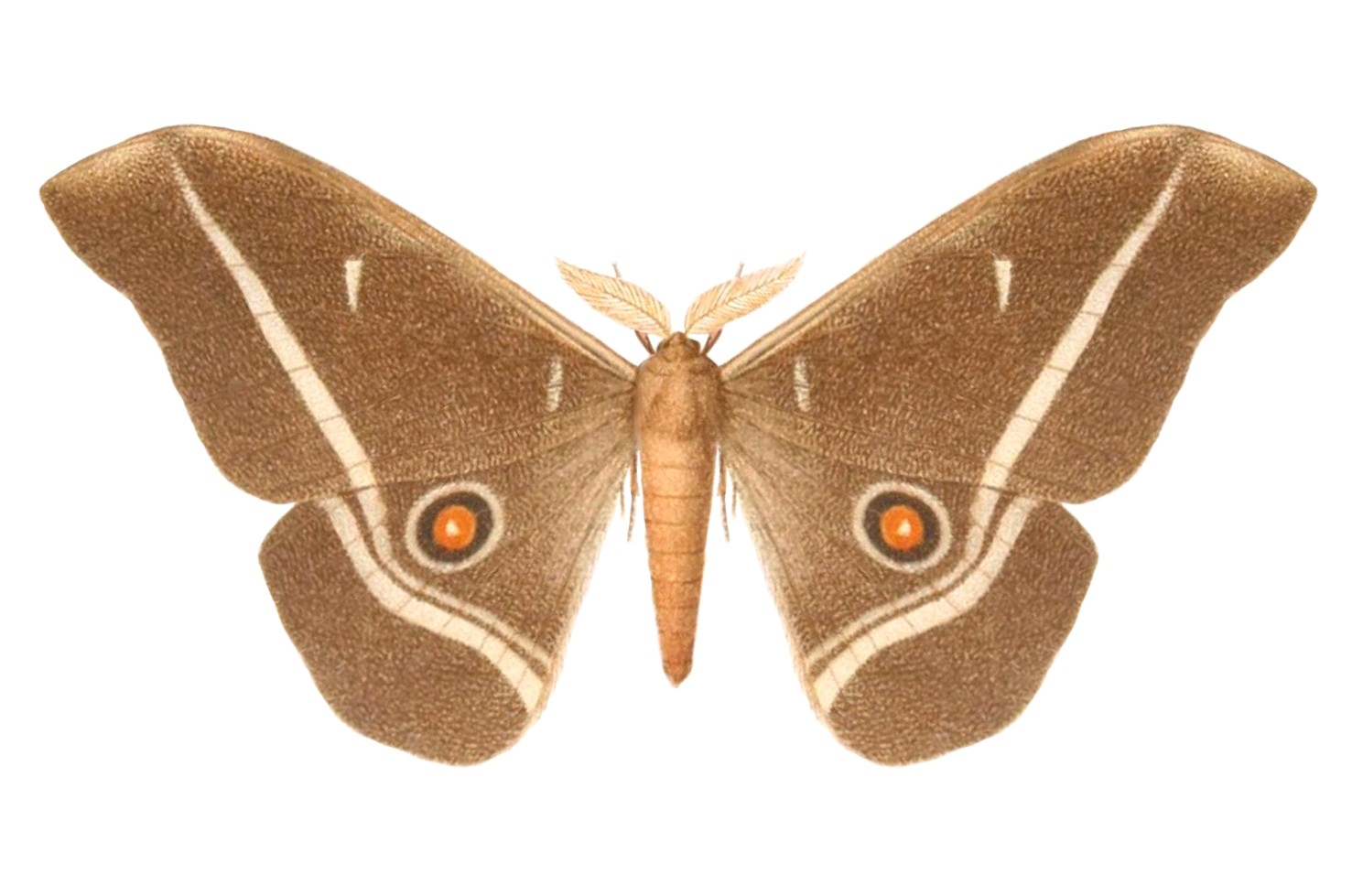